# جيري نيل
جيري نيل (بالإنجليزية: Gerry Neale)‏ هو سياسي بريطاني، ولد في 25 يونيو 1941، وتوفي في 28 أكتوبر 2015. حزبياً، نشط في حزب المحافظين. في الانتخابات العامة للمملكة المتحدة 1979 ‏، انتخب عضو البرلمان الثامن والأربعون للمملكة المتحدة عن دائرة كورنوال الشمالية خلال فترته النيابية ‏ (3 مايو 1979 – 13 مايو 1983) وفي الانتخابات العمومية للمملكة المتحدة 1983 ‏، انتخب عضو البرلمان التاسع والأربعون للمملكة المتحدة عن دائرة كورنوال الشمالية خلال فترته النيابية ‏ (9 يونيو 1983 – 18 مايو 1987) وفي الانتخابات العمومية للمملكة المتحدة 1987 ‏، انتخب عضو البرلمان الخمسون للمملكة المتحدة عن دائرة كورنوال الشمالية خلال فترته النيابية ‏ (11 يونيو 1987 – 16 مارس 1992).